# Epicosymbia conspersa
Epicosymbia conspersa är en fjärilsart som beskrevs av W. Warren 1900. Epicosymbia conspersa ingår i släktet Epicosymbia och familjen mätare. Inga underarter finns listade i Catalogue of Life.